# Antonio Pacini

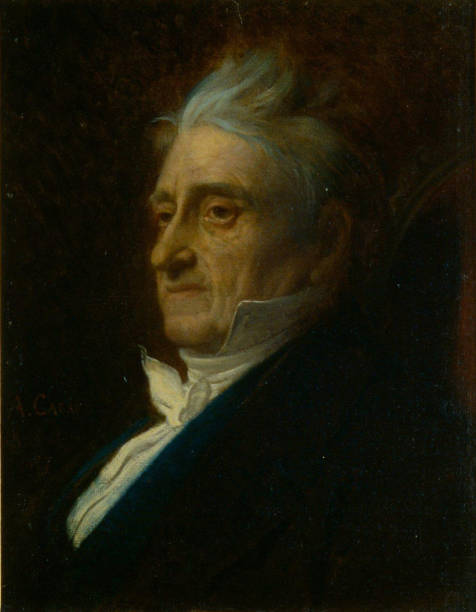
Antonio Francesco Gaetano Saverio Pacini

Antonio Francesco Gaetano Saverio Pacini, född den 7 juli 1778 i Neapel, död den 10 mars 1866 i Paris, var en italiensk tonsättare.
Pacini studerade harmoni och kontrapunkt vid Conservatorio della Pietà dei Turchini. Han reste 1802 till Paris och ägnade sig där åt sångundervisning. Pacini utgav, tillsammans med Blangini (omkring 1806), en Journal des troubadours, innehållande en samling av omtyckta romanser. Han öppnade därefter musikalisk förlagshandel, som blomstrade  en lång tid. Pacini drog sig tillbaka från affärerna 1840. Han komponerade operan Isabelle et Gertrude och operetten Point d'adversaire, uppförda i Paris på Théâtre Feydeau 1805–1806.